# Clifden Castle
Clifden Castle er ruinen af en herregård i byen Clifden i Connemara området af County Galway, Irland. Den blve opført omkring 1818 til jordejeren John D'Arcy, the local landowner, i nygotike.
 Den forfaldt og blev ubeboet i 1894. I 1935 overgik ejerskabet til en gruppe lejere, der skulle drive bygningen sammen, men den forfaldt yderligere og blev en ruin.